# فرانسوا دي أغيلون
فرانسوا دي أغيلون (4 يناير 1567 - 20 مارس 1617) هو رياضي يسوعي وفيزيائي ومهندس معماري من هولندا الإسبانية.
ولد دي أغيلون في بروكسل حيث عمل والده سكرتيرًا لفيليب الثاني ملك إسبانيا. أصبح يسوعيًا في تورناي عام 1586. في عام 1598، انتقل إلى أنتويرب، حيث ساعد في التخطيط لبناء كنيسة القديس كارولوس بوروميوس. في عام 1611، بدأ مدرسة خاصة للرياضيات في أنتويرب، محققًا حلم كريستوفر كالنفوس بتأسيس مدرسة للرياضيات، وفي عام 1616، انضم غريغوريوس سانت فنسنت إليه. من أبرز شخصيات الهندسة التي تلقت تعليمها في هذه المدرسة جان تشارلز ديلا فيله وأندريه تاكيه وثيودوروس موريتوس.
يُعتبر كتابه، ستة كتب للبصريات، من المؤلفات المفيدة للفلاسفة وعلماء الرياضيات. نشره بالتازار الأول موريتوس في أنتويرب عام 1613 وساهم الرسام الشهير بيتر بول روبينز في رسومه التوضيحية. تضمن الكتاب إحدى الدراسات الأولى للرؤية الثنائية. ورد فيه ذكر الأسماء التي نستخدمها الآن في الإسقاط التجسيمي والإسقاط التقويمي، على الرغم من أن الإسقاطات نفسها نُسبت على الأرجح إلى أبرخش. ألهم هذا الكتاب أعمال جيرار ديزارغ وكريستيان هوغنز.
توفي في أنتويرب، عن عمر يناهز 50 عامًا.

## ستة كتب للبصريات
يتناول كتاب فرانسوا دي أغيلون، ستة كتب للبصريات موضوع البصريات الهندسية، والتي كانت في ذلك الوقت في المدرسة اليسوعية فئة فرعية من الهندسة. درّس المنطق والإنشاء واللاهوت بينما كان مُكلفًا بتنظيم تدريس الهندسة والعلوم التي ستكون مفيدة للجغرافيا والملاحة والهندسة المعمارية والفنون العسكرية في بلجيكا. أراد رؤساؤه منه أن يقوم بتجميع أعمال إقليدس، وابن الهيثم وفيتيلو وروجر بيكون وآخرين. على الرغم من وفاته قبل إكمال الكتاب، ما يزال يتكون من ستة كتب مستفيضة الشرح.

### الإدراك والهوروبتر
درس دي أغيلون الإسقاط التجسيمي على نطاق واسع، إذ أراد توظيفه وسيلة لمساعدة المهندسين المعماريين وعلماء الكون والملاحين والفنانين. لقرون، سعى الفنانون والمهندسون المعماريون إلى وضعقوانين رسمية للإسقاط لوضع الأشياء على اللوحات. عالج كتاب دي أغيلون التوقعات والأخطاء في الإدراك بنجاح. تبنى دي أغيلون نظرية ابن الهيثم القائلة بأن الأشعة الضوئية المتعامدة فقط على القرنية وسطح العدسة مسجلة بوضوح. كان دي أغيلون أول من استخدم مصطلح هوروبتر، وهو الخط المرسوم من خلال النقطة البؤرية لكلا العينين وبالتوازي مع الخط بين العينين. بعبارة أخرى، يصف كيف يمكن رؤية الأشياء الموجودة على الهوروبتر فقط في موقعها الحقيقي. ثم عمل على بناء أداة لقياس التباعد بين الصور المزدوجة في الهوروبتر كما يراه مناسبًا.

توسع دي أغيلون فيما يتعلق بالهوروبتر بقوله في كتابه:
إذا سقطت الأجسام على أشعة مختلفة، فيمكن أن تُرى الأشياء على مسافات مختلفة بزوايا متساوية. إذا كانت النقطة ج مقابلة مباشرة للعينين، مع وجود النقطتين أ و ب، ودائرة مرسومة من خلال النقاط الثلاث، أ و ب و ج. من خلال النظرية 21 من كتاب إقليدس الثالث، أي نقطة أخرى (د) على محيطها والتي تقع أقرب إلى المراقب من النقطة ج، سوف تفرض زاوية أ د ب التي ستساوي زاوية أ ج ب. لذلك، يجري الحكم على الأشياء من النقطة ج و د بنفس القدر بعيدًا عن العين. لكن هذا خاطئ، لأن النقطة ج أبعد من د. لذلك فإن حكم المسافة يكون خاطئًا عندما يعتمد على الزوايا بين المحاور المتقاربة.
للوهلة الأولى، يبدو أن دي أغيلون اكتشف الهوروبتر الهندسي قبل أكثر من 200 عام قبل بريفوست وفيث ومولر. استخدم المهندس المعماري، جيرار ديزارغ الهوروبتر بعد ذلك، والذي نشر في عام 1639 أطروحة رائعة حول الأقسام المخروطية، مشددًا على فكرة الإسقاط.

### أوجه الشبه مع المنظرين الآخرين
يحتوي كتاب دي أغيلون عناصر من المنظورات بالإضافة إلى الإسقاطات التجسيمية لبطليموس وأبرخش. قرر دي أغيلون مشاركة رؤيته حول البصريات الهندسية غير مدرك أن يوهانس كبلر بالفعل وضع نظريات بصرية قبله بسنوات. في سن 20، قرأ الشاعر الهولندي كونستانتين هوغنز كتاب دي أغيلون وكان مفتونًا به. قال لاحقًا أنه كان أفضل كتاب قرأه في البصريات الهندسية على الإطلاق، واعتقد أنه يجب مقارنة دي أغيلون بأفلاطون وإيودوكسوس وأرخميدس. في الواقع، قلد كونستانتين هوغنز دي أغيلون في كتابة عنوان أول مؤلفاته، بحذف الحرفين بي وسي كما فعل دي أغيلون في كما في كتابه Otiorum Libri Sex (1625).